# Sampson Dweh
Sampson Kargeoh Dweh (ur. 10 października 2001 w Monrovii) – liberyjski piłkarz grający na pozycji środkowego obrońcy. Od 2023 jest zawodnikiem klubu Viktoria Pilzno.

## Kariera klubowa
Karierę piłkarską Dweh rozpoczął w klubie LPRC Oilers. W sezonie 2019 zadebiutował w jego barwach w pierwszej lidze liberyjskiej. W debiutanckim sezonie wywalczył z nim mistrzostwo Liberii. Po tytuł mistrzowski sięgnął również w sezonie 2020/2021. W LPRC Oilers grał do lata 2022.
Latem 2022 Dweh przeszedł do czeskiego drugoligowego MFK Vyškov. Swój debiut w nim zaliczył 15 października 2022 w zremisowanym 1:1 wyjazdowym meczu z FK Viagem Příbram. W debiucie strzelił gola. W MFK Vyškov grał przez rok.
W lipcu 2023 Dweh został piłkarzem Viktorii Pilzno. Zadebiutował w niej 22 lipca 2023 w przegranym 0:1 wyjazdowym meczu z FK Teplice.

## Kariera reprezentacyjna
W reprezentacji Liberii Dweh zadebiutował 11 czerwca 2021 roku w przegranym 0:1 towarzyskim meczu z Mauretanią, rozegranym w Tunisie.